# Stenocephalemys albipes
Stenocephalemys albipes är en däggdjursart som först beskrevs av Rüppell 1842.  Stenocephalemys albipes ingår i släktet Stenocephalemys och familjen råttdjur. Inga underarter finns listade i Catalogue of Life.
Denna gnagare förekommer i Etiopiens högland mellan 800 och 3300 meter över havet. Den lever i skogar och buskskogar. Arten uppsöker även jordbruksmark. En mindre avskild population hittas i Eritrea.
Arten blir 10,7 till 17,1 cm lång (huvud och bål), har en 13,4 till 19,5 cm lång svans och väger 40 till 79 g. Bakfötternas längd är 2,5 till 3,2 cm och öronen är 1,7 till 3,0 cm stora. Det förekommer en tydlig gräns mellan den långa samt sandfärgade till bruna pälsen på ovansidan och den ljusgråa pälsen på undersidan. Svansen har en svartaktig ovansida och en vit undersida. De fina håren på svansen är i princip osynliga. Även på de gråa öronen förekommer hår.
Stenocephalemys albipes har gröna växtdelar och bär som föda som i sällsynta fall kompletteras med smådjur. Honor har avgränsande revir mot andra honor men hannar tolererar artfränder av båda kön. Hos arten finns ingen fast parningstid men de flesta ungar föds mellan september och november vid slutet av regntiden. Honan föder 2 till 8 ungar efter cirka 23 dagar dräktighet. De flesta exemplar i naturen dör innan de är ett år gamla. Livslängden i fångenskap går upp till 3 år.